# 弘聖基督書院
弘聖基督書院位於中华民国台北市。該院於1991年由英國基督教自由聖公會贊助設立。該所書院與國外多所大學有建教合作，姐妹校有35間。於2010年停辦。

## 校友
- 李愛綺[1]

## 資料來源
1. ↑  .   [2021-06-05]. （原始内容存档于2021-06-06）.

## 相關連結
- 弘聖基督學院